# イデナム
イデナム（이대남、Idaenam、二代男）は、韓国でフェミニズムに否定的な傾向を持つ20代の男性を指すために使用される用語。この用語は2010年代後半に最初に登場した。

## 見解
イデナムはフェミニズムに対して否定的な傾向がある。彼らはスーザン・ファルディの1991年の本『バックラッシュ』の「怒れる若年男性たち」と比較されている。イデナムは、ミサンドリーに強く反対している。
2021年の国家人権委員会の調査によると、20代男性の70%が女性に対するアファーマティブ・アクションに反対していた。多くのイデナムは、性別の割り当ては差別的であると考えている。
韓国の反フェミニズムは、高所得の若い男性の間でより顕著である。また、2021年の統計によると、20代と30代の男性（イデナム）は、40代と50代の男性（386世代の男性）よりもLGBTの権利を受け入れないが、60歳以上の男性よりは受け入れる。

## 韓国の政治におけるイデナム
イデナム現象は、西洋の「怒れる白人男性」に似た社会的反発の一形態だが、これはしばしば政治的保守主義またはポピュリズム （左派と右派の両方を含む）に繋がる。韓国の中道右派の出版物である中央日報は、国民の力の党首である李俊錫が反フェミニストの調査を利用してイデナムの票を獲得したと報じた。
韓国の左派文在寅政権は、前の保守政権よりもフェミニスト政策を実施しており、20代の男性はそれに対して激しい反感を抱いている。2022年大韓民国大統領選挙の主な候補者である国民の力の尹錫悦と共に民主党の李在明は、イデナムの票を獲得するためにフェミニズムに対して否定的な態度をとることで物議を醸している。国民の党の安哲秀は、イデナムのミソジニーを促進したとして尹と李を批判した。特に、韓国の右派と社会保守主義者は、フェミニズムを積極的に攻撃することによって、イデナムを彼らの主要な支持者にしようとしている。